# Куцевол Василь Степанович
Василь Степанович Куцевол (1 серпня 1920, село Іванівка Чигиринського повіту Київської губернії, тепер Олександрівського району Кіровоградської області — 2001, місто Київ) —  радянський комуністичний діяч, голова Комітету народного контролю УРСР. Член ЦК КПУ в 1966—1986 р. Депутат Верховної Ради УРСР 5—6-го і 10—11-го скликань. Кандидат у члени ЦК КПРС у 1966—1971 р. Член ЦК КПРС у 1971—1976 р. Депутат Верховної Ради СРСР 7—9-го скликань.

## Біографія
Народився в родині селянина-середняка.
У 1941—1942 роках — служив у Червоній армії, учасник німецько-радянської війни. У 1942 році закінчив Миколаївський кораблебудівний інститут.
У 1942—1944 роках — начальник Бюро технічного удосконалення Ярославського суднобудівного заводу. У 1944 році — начальник Бюро технічного удосконалення Київського заводу «Ленінська кузня».
У 1944—1945 роках — 1-й секретар Сталінського районного комітету ЛКСМУ міста Києва.
У 1945—1952 роках — головний механік Львівського міжобласного спиртотресту, начальник цеху Львівського механічного заводу, старший інженер, головний інженер Львівського заводу «Водомір».
Член ВКП(б) з 1947 року.
У 1952—1955 роках — інструктор, заступник завідувача промислово-транспортного відділу Львівського обласного комітету КПУ. У 1955—1961 роках — завідувач промислово-транспортного відділу Львівського обласного комітету КПУ.
З червня до грудня 1961 року — заступник голови Ради народного господарства Львівського економічного адміністративного району.
У грудні 1961 — січні (оф. березні) 1962 року — завідувач відділу легкої і харчової промисловості ЦК КПУ.
У січні — грудні 1962 року — 1-й секретар Львівського міського комітету КПУ.
У грудні 1962 — січні 1963 року — 1-й секретар Львівського обласного комітету КПУ. 9 січня 1963 — 14 грудня 1964 року — 1-й секретар Львівського промислового обласного комітету КПУ. 14 грудня 1964 — 28 листопада 1973 року — 1-й секретар Львівського обласного комітету КПУ.
26 листопада 1973 — 10 березня 1986 року — голова Комітету народного контролю Української РСР.
З березня 1986 року — на пенсії в місті Києві.
Помер у березні 2001 року в Києві.
Був одружений із Ганною Іванівною Шиловою.

## Нагороди
- два ордени Леніна (,31.07.1970)
- орден Жовтневої революції
- три ордени Трудового Червоного Прапора (4.07.1966, 31.07.1980)
- медалі